# Таланкин, Игорь Васильевич
И́горь (Индустрий) Васи́льевич Тала́нкин (3 октября 1927, Богородск — 24 июля 2010, Москва) — советский и российский кинорежиссёр, сценарист, педагог. Народный артист СССР (1988).

## Биография
Индустрий Таланкин родился 3 октября 1927 года в Богородске (ныне Ногинск Московской области).
Учился в Москве, на актёрском факультете в Театрально-музыкальном училище имени А. К. Глазунова (мастерская И. Туманова), окончил его в 1950 году. Затем поступил на режиссёрский факультет ГИТИС (мастерская А. Попова и М. Кнебель) (окончил в 1955 году).
С 1947 года, в период учёбы, работал режиссёром театральной студии при Дворце культуры ЗИЛа. В 1955—1956 годах — режиссёр Драматического театра Прикарпатского ВО (ныне Львовский драматический театр имени Леси Украинки).
В 1959 году окончил Высшие курсы сценаристов и режиссёров при «Мосфильме» (мастерская Ю. Райзмана).
С 1958 года — режиссёр киностудии «Мосфильм». Спустя два года дебютировал фильмом «Серёжа» совместно с Г. Данелия. Этот дебютный фильм двух молодых режиссёров был отмечен на Международном кинофестивале в Карловых Варах и других кинофестивалях.
Написал сценарии к большинству своих фильмов. При создании кинокартин преимущественно сотрудничал с композитором А. Шнитке.
В 1964—1989 годах вёл режиссёрско-актёрскую мастерскую во ВГИКе, с 1976 — профессор. Среди учеников — Карен Шахназаров, Фёдор Бондарчук, Иван Охлобыстин, Михаил Косырев-Нестеров, Бахтиёр Худойназаров.
С 1994 года — председатель правления студии «Время» концерна «Мосфильм».
С 1971 года — секретарь правления Союза кинематографистов СССР.
Член КПСС с 1978 года.
Скончался на 83-м году жизни 24 июля 2010 года в Москве. Прощание с Игорем Таланкиным прошло во вторник, 27 июля, в Доме кинематографистов. Похоронен на Даниловском кладбище (уч. 35а).

## Семья
- Жена — Лилия Михайловна Таланкина (1933—2023)[4] — балетмейстер, заслуженный деятель искусств РСФСР (1985).
- Сын — Дмитрий Таланкин (1960—2020)[5] — кинорежиссёр.

## Звания и награды
- Заслуженный деятель искусств РСФСР (26 ноября 1965 года) — за заслуги в области советского киноискусства[6]
- Народный артист РСФСР (28 марта 1974 года) — за заслуги в области советского киноискусства[7]
- Народный артист СССР (5 апреля 1988 года) — за большие заслуги в развитии советского киноискусства[8]
- Орден «За заслуги перед Отечеством» IV степени (31 августа 1998 года) — за заслуги перед государством, большой вклад в укрепление дружбы и сотрудничества между народами, многолетнюю плодотворную деятельность в области культуры и искусства[9]
- Два ордена Трудового Красного Знамени:
  - первый (1971)
  - второй (20 октября 1977 года) — за заслуги в развитии советского киноискусства и в связи с пятидесятилетием со дня рождения[10]
- Благодарность Президента Российской Федерации (21 января 2003 года) — за большой вклад в развитие отечественного киноискусства[11]
- МКФ в Карловых Варах (1960, Главный приз «Хрустальный глобус», фильм «Серёжа»)
- Международный смотр фильмов в Акапулько (1960, Приз «Золотая головка Паленке», фильм «Серёжа»)
- МКФ фильмов для молодёжи в Каннах (1960, Первая премия, фильм «Сережа»)
- «Золотой лавровый венок» Фонда Д. О. Селзника (1961, фильм «Сережа»)
- МКФ в Венеции (1963, Специальный приз жюри, фильм «Вступление»)
- МКФ фильмов для молодёжи в Каннах (1963, Специальная премия жюри, фильм «Вступление»)
- МКФ в Венеции (1969, Золотая медаль участия, фильм «Дневные звёзды»)
- МКФ в Сан-Себастьяне (1971, Специальный приз жюри, фильм «Чайковский»)
- ВКФ в Кишинёве (1975, Главный приз, фильм «Выбор цели»)
- МКФ в Каире (1977, Специальный приз жюри «Серебряная Нефертити», фильм «Выбор цели»)
- МКФ в Венеции (1981, Специальное упоминание, фильм «Звездопад»)

## Творчество

### Режиссёрские работы
- 1960 — Серёжа (совместно с Г. Н. Данелия)
- 1962 — Вступление
- 1966 — Дневные звёзды
- 1969 — Чайковский
- 1974 — Выбор цели
- 1978 — Отец Сергий
- 1981 — Звездопад
- 1984 — Время отдыха с субботы до понедельника
- 1988 — Осень, Чертаново… (совм. с Д. И. Таланкиным)
- 1992 — Бесы (совм. с Д. И. Таланкиным)
- 1999 — Незримый путешественник (совм. с Д. И. Таланкиным)

### Сценарии
- 1960 — Серёжа (совместно с Г. Н. Данелия и В. Ф. Пановой)
- 1966 — Дневные звёзды
- 1967 — Материнское поле (совм. с Ч. Т. Айтматовым и Б. Т. Добродеевым)
- 1969 — Чайковский (совм. с Б. А. Метальниковым и Ю. М. Нагибиным)
- 1974 — Выбор цели (совм. с Д. А. Граниным)
- 1978 — Отец Сергий
- 1981 — Звездопад
- 1984 — Время отдыха с субботы до понедельника
- 1987 — На исходе ночи (совм. с О. А. Рудневым)
- 1988 — Осень, Чертаново… (совм. с Д. И. Таланкиным)
- 1992 — Бесы (совм. с Д. И. Таланкиным)
- 1998 — Незримый путешественник

### Участие в фильмах
- 1979 — ВГИК: Педагоги и студенты говорят о профессии (документальный)